# Supercopa d'Espanya de futbol 2006
La Supercopa d'Espanya 2006 va ser la 21a edició de la Supercopa d'Espanya de futbol, una competició futbolística que enfronta el campió de la lliga espanyola amb el de la copa. En aquesta ocasió es va disputar a doble partit (anada i tornada) entre el campió de la Primera divisió espanyola 2005/06 i el campió de la Copa del Rei de futbol 2005-06. Els partits es jugaren el 17 d'agost al camp del RCD Espanyol com a campió de la Copa del Rei i el 20 d'agost al camp del FC Barcelona com a campió de Lliga. El Barça va guanyar per un marcador acumulat de 4-0.
Aquesta també va ser la primera vegada a la història del torneig en què es van enfrontar dos equips de la mateixa comunitat i ciutat. En aquest cas, dos equips catalans.

## Partit d'anada
| RCD Espanyol | 0 – 1 | FC Barcelona      |
| ------------ | ----- | ----------------- |
|              |       | Ludovic Giuly 43' |

## Partit de tornada
| FC Barcelona            | 3 – 0 | RCD Espanyol |
| ----------------------- | ----- | ------------ |
| Xavi 2' · Deco 12', 62' |       |              |

|                              |
| Campió FC Barcelona 7è títol |